# Список глав государств в 741 году
Список глав государств в 740 году — 741 год — Список глав государств в 742 году — Список глав государств по годам

## Африка
- Гао — Дьябай, дья (ок. 730 — ок. 750)
- Ифрикия — 
  - Убайд Аллах ибн аль-Хабхад, наместник (734 — 741)
  - Культум ибн Лияд аль-Кази, наместник (741)
  - Бали ибн Бишр аль-Кушайри, наместник (741 — 742)
- Макурия — Захария II, царь (ок. 738 — ок. 744)
- Некор[англ.] — Салих I ибн Мансур, эмир[англ.] (710 — 749)

## Америка
- Дос-Пилас — 
  - Уча'ан К'ин Б'алам, царь (727 — 741)
  - К'авиль Чан К'инич, царь (741 — 761)
- Мутульское царство (Тикаль) — Икин-Чан-Кавиль, царь (734 — 755/760)
- Шукууп (Копан) — К’ак'-Хоплах-Чан-К’авииль, царь (738 — 749)
- Яшчилан (Пачан) — Ицамнах-Балам III, божественный царь (681 — 742)

## Азия
- Абхазия (Абазгия) — Константин II, князь (ок. 730 — ок. 745)
- Армения — Ашот III, ишхан (732 — 748)
- Бохай (Пархэ) — Да Циньмао (Вэнь-ван), ван (737 — 793)
- Гилян (Дабюиды) — 
  - Дадбурзмир, испахбад (728 — 740/741)
  - Хуршид, испахбад (740/741 — 760)
- Грузия — 
  - Картли — Гурам III, эрисмтавар (693 — 748)
  - Кахетия — 
    - Мир, князь[англ.] (736 — 741)
    - Арчил, князь[англ.] (736 — 786)

  - Тао-Кларджети — Нерсе, князь (705 — 742)
- Дханьявади — Тюрия Кутта, царь[англ.] (723 — 746)
- Индия — 
  - Бадами (Западные Чалукья) — Викрамадитья II, махараджа (733 — 744)
  - Венги (Восточные Чалукья) — Вишнувардхана III, махараджа (719 — 755)
  - Западные Ганги — Шрипуруша, махараджа (726 — 788)
  - Кашмир — Муктапида Лалитадитья, махараджа[нем.] (ок. 723 — ок. 760)
  - Паллавы (Анандадеша) — Паллавамалла Нандиварман II, махараджа (733 — 795)
  - Пандья — Мараварман Райясимха I, раджа (735 — 765)
  - Раштракуты — Дантидурга Кхадгавалока, махараджадхираджа (735 — 756)
- Индонезия — 
  - Матарам (Меданг) — Санджайя, шри-махараджа (732 — 760)
  - Сунда — Ракейян Банга, король (739 — 766)
  - Шривиджайя — Рудра Виккама, махараджа (728 — 742)
- Камарупа — Харшадева, царь (725 — 745)
- Китай (Династия Тан) — Сюань-цзун (Ли Лунцзи), император (712 — 756)
- Кок-тюркский каганат — Бильге-Кутлуг-хан, каган (739 — 741)
- Наньчжао — Гуйи-ван (Мэн Пилогэ), ван (728 — 748)
- Омейядов халифат — Хишам, халиф (724 — 743)
- Паган — Теин Кун, король[англ.] (734 — 744)
- Раджарата (Анурадхапура) — 
  - Махинда I, король (738 — 741)
  - Аггабодхи VI, король (741 — 781)
- Силла — Хёсон, ван (737 — 742)
- Табаристан (Баванди) — Мехр Мардан, испахбад (728 — 752)
- Тибет — Тиде Цугцэн, царь (704 — 755)
- Тюргешский каганат — Бага-тархан, каган (739 — 742)
- Тямпа — Рудраварман II, князь (ок. 731 — ок. 758)
- Ченла — Шамбхуварман, король (730 — 760)
- Япония — Сёму, император (724 — 749)

## Европа
- Аль-Андалуз — Абд аль-Малик ибн Катан аль-Фихри, вали (740 — 742)
- Англия — 
  - Восточная Англия — Эльфвальд, король (713 - 749)
  - Думнония — Дифнвел, король (715 — 750)
  - Кент — 
    - Этельберт II, король (725 — 762)
    - Эдберт I, король (725 — 748)

  - Мерсия — Этельбальд, король (716 — 757)
  - Нортумбрия — Эдберт, король (737 - 758)
  - Уэссекс — Кутред, король (740 — 756)
  - Хвикке — Осред, король (736 — 756)
  - Эссекс — Селред, король (709 — 746)
- Астурия — Альфонсо I Католик, король (739 — 757)
- Болгарское царство — Севар, хан (738 — 753)
- Венецианская республика — Орсо Ипато, дож (726 — 742)
- Византийская империя — 
  - Лев III, император (717 — 741)
  - Константин V, император (741 — 775)
  - Равеннский экзархат — Евтихий, экзарх (727 — 751)
  - Неаполь — Григорий I, герцог (739 - 755)
- Дания — Сигурд Ринг, король (735 - 756)
- Домнония — Даниэль, король (720 — 749)
- Ирландия — Аэд Аллан, верховный король (734 — 743)
  - Айлех — Аэд Аллан, король (722 — 743)
  - Коннахт — Аэд Балб, король (735 — 742)
  - Лейнстер — Фаэлан мак Мурхада, король (738 — 760)
  - Мунстер — Катал, король (721 — 742)
  - Ольстер — Катуссах мак Элелло, король (735 — 749)
- Лангобардское королевство — Лиутпранд, король (712 — 744)
  - Беневенто — Годескальк, герцог (740 — 743)
  - Сполето — Тразимунд II, герцог (724 - 739, 740 - 742, 744 - 745)
  - Фриуль — Ратхис, герцог (739 - 744)
- Папский престол — 
  - Григорий III, папа римский (731 — 741)
  - Захарий, папа римский (741 — 752)
- Приморская Хорватия — Будимир, князь (740 — 785)
- Уэльс —
  - Брихейниог — Теудр I ап Райн, король (735 — 760)
  - Гвент — Ител III ап Морган, король (715 — 755)
  - Гвинед — Родри ап Идвал, король (720 — 754)
  - Дивед — Теудос ап Райн, король (730 — 760)
  - Поуис — Элисед ап Гуилог, король (710 — 755)
  - Сейсиллуг — Дивнуал ап Артуис, король (735 — 770)
- Франкское королевство — 
  - Карл Мартелл, майордом (718 - 741)
  -  Австразия  — Карломан, майордом (741 - 747)
  -  Нейстрия  — Пипин Короткий, майордом (741 - 751)
  - Аквитания и Васкония — 
    - Гунальд I, герцог (735 — 748)
    - Гаттон, герцог (735 — 744)

  - Бавария — Одилон, герцог (737 — 748)
  - Тюрингия — Хеден II Младший, герцог (689 — ок. 741)
  - Макон — Тьерри I, граф (733 — 791)
  - Отён — Тьерри I, граф (733 — 791)
  - Шалон — Адалард, граф (733 — ок. 765)
- Фризия — Альдгисл II, король (734 - 748)
- Хазарский каганат — Вирхор, каган (731 — ок. 750)
- Швеция — Харальд Боезуб, король (ок. 705 - ок. 750)
- Шотландия —
  - Пикты — Энгус I, король (729 — 761)
  - Стратклайд (Альт Клуит) — Теудебур, король (722 — 752)

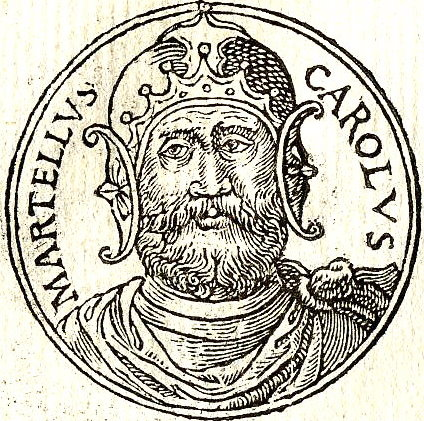
Карл Мартелл 718-741 Майордом франков
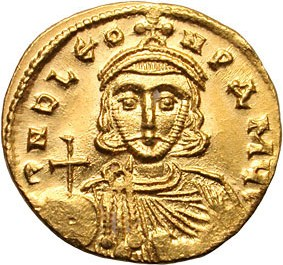
Лев III 717-741 Император Византии
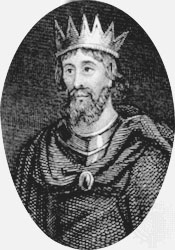
Этельбальд 716-757 Король Мерсии
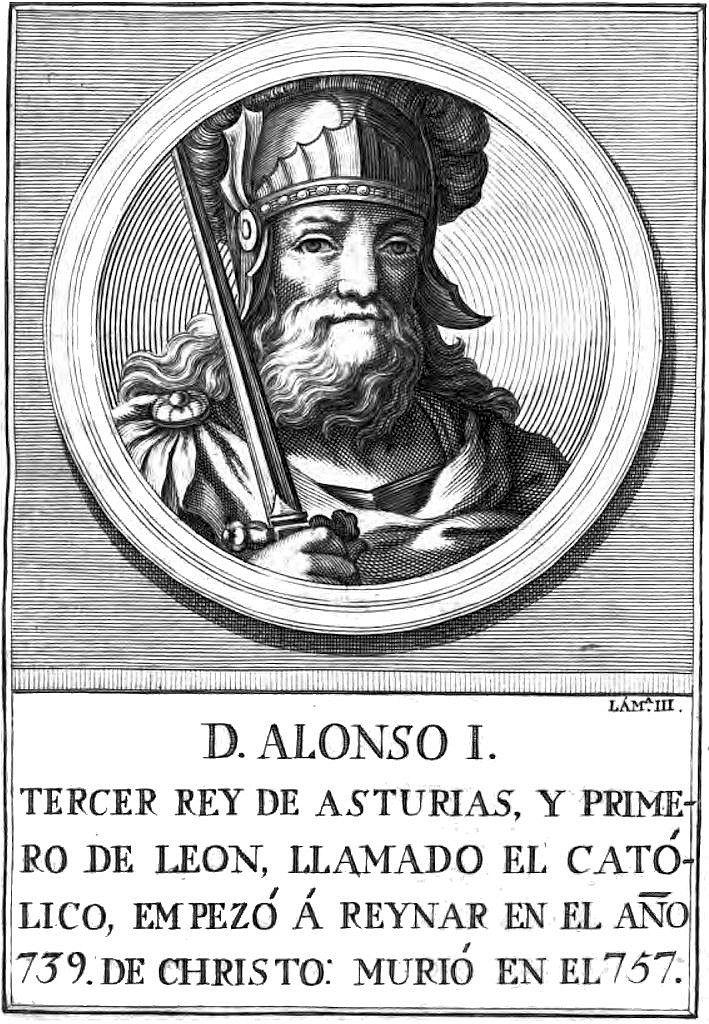
Альфонсо I 739-757 Король Астурии
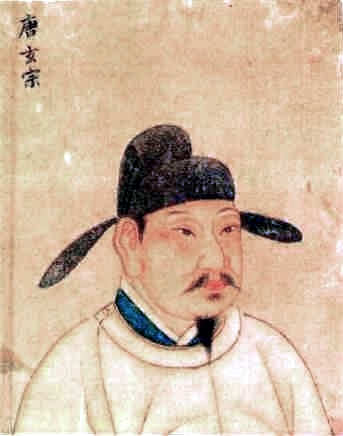
Сюань-цзун 712-756 Император Китая
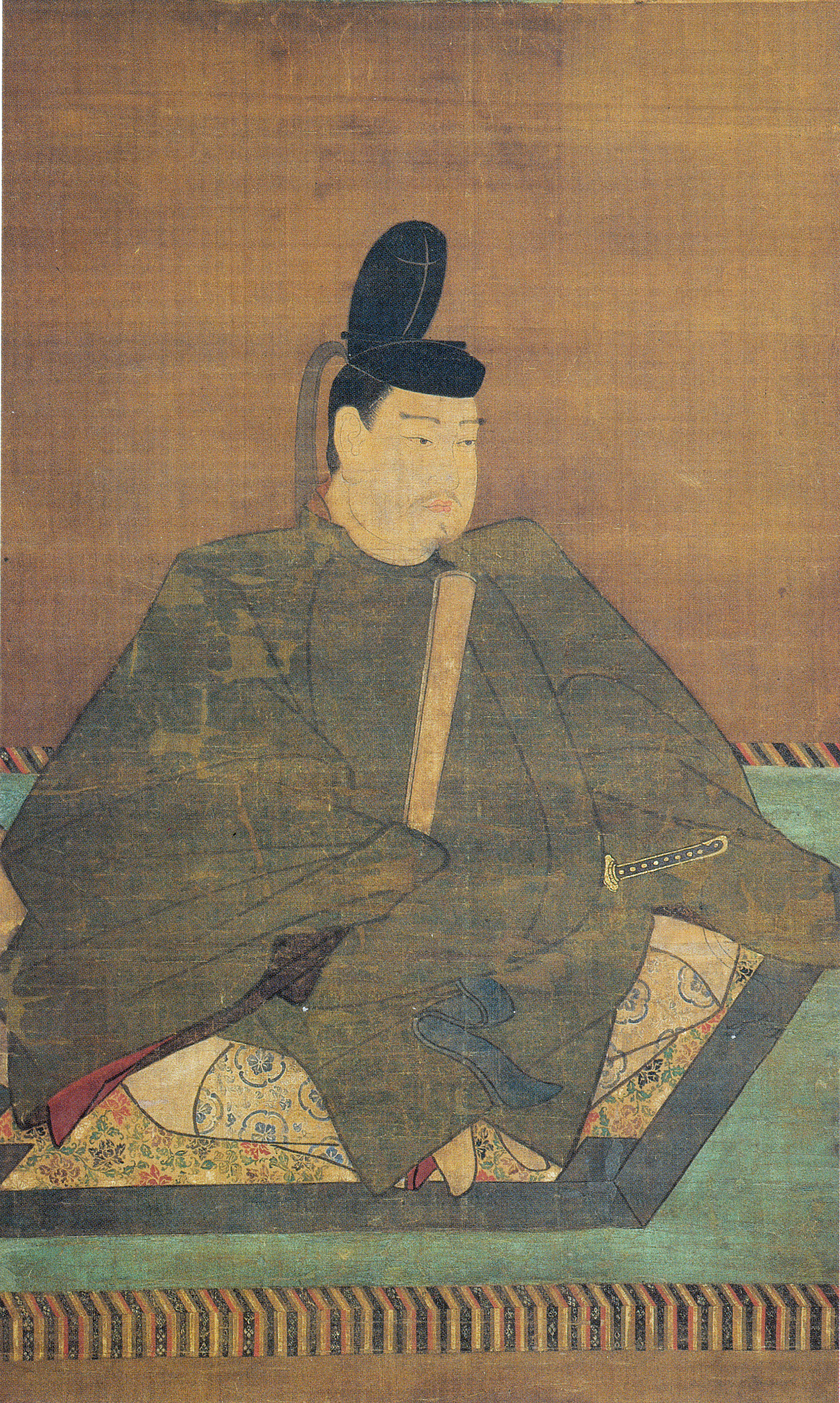
Сёму 725-749 Император Японии
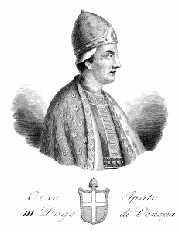
Орсо Ипато 726-742 Дож Венеции
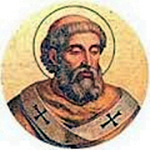
Григорий III 731-741 Папа римский